# Droit du seigneur

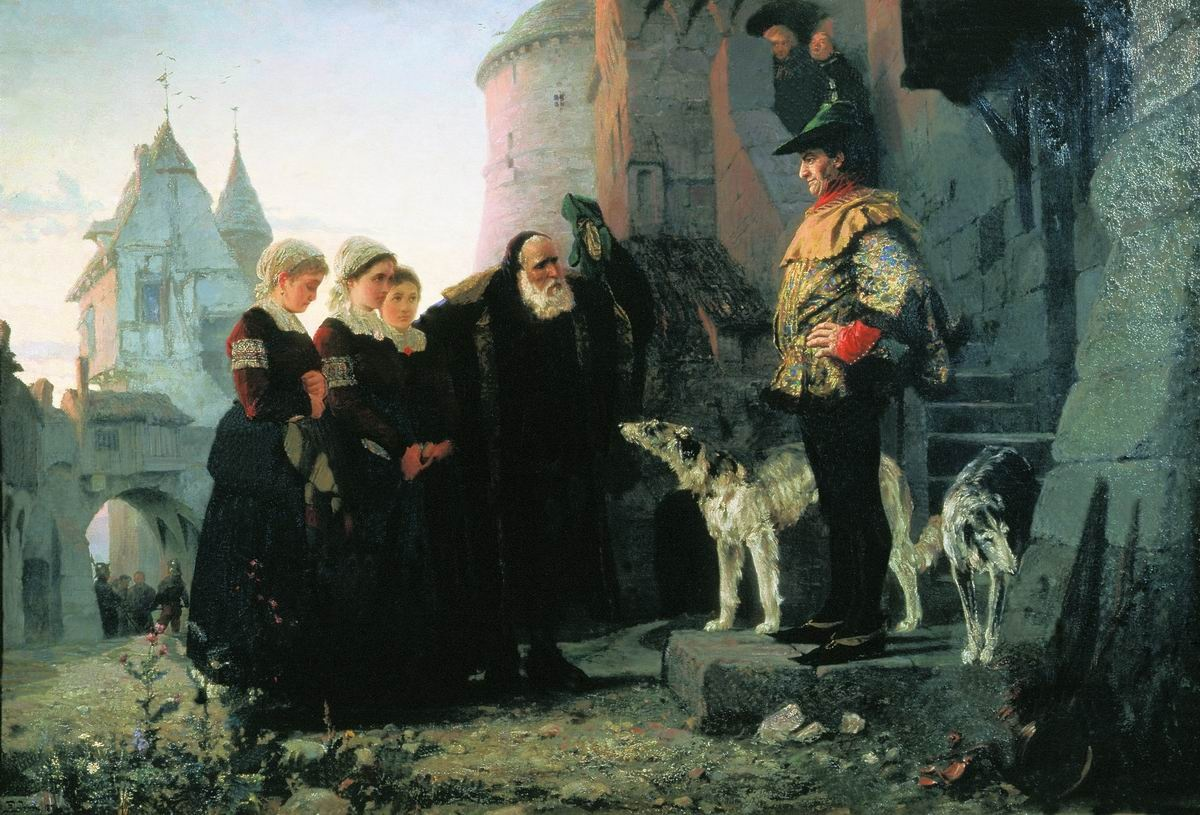
Vasili Polenov: Le droit du Seigneur (1874); een oude man brengt zijn dochters naar zijn landheer.

Droit du seigneur of herenrecht, ook wel jus primae noctis (letterlijk: recht van de eerste nacht) is het vermeende middeleeuwse recht van een Heer om de maagdelijkheid te nemen van de dochters van zijn vazal, lijfeigene of horigen, aan de vooravond van hun huwelijk. Moderne Franse rechtshistorici gebruiken vaker de term droit de cuissage of droit de jambage (letterlijk: recht op de dijen), of nog droit de dépucelage (recht op ontmaagding).  

## Geschiedenis
Vanaf de 13e eeuw, in de late middeleeuwen, werd de gedachte van het 'recht op de eerste nacht' zeer populair in de West-Europese literatuur. In het Noord-Franse chanson de geste Baudouin de Sebourc, een episch gedicht uit de 14e eeuw, eist de tirannieke landheer het jus primae noctis van een bruid op zijn landgoed tenzij zij hem een aanzienlijk deel van haar bruidsschat afstaat. Er zijn ook enkele referenties vanuit oude legenden, bijvoorbeeld over Emer, de echtgenote van Cú Chulainn in de Oudierse Ulstercyclus.

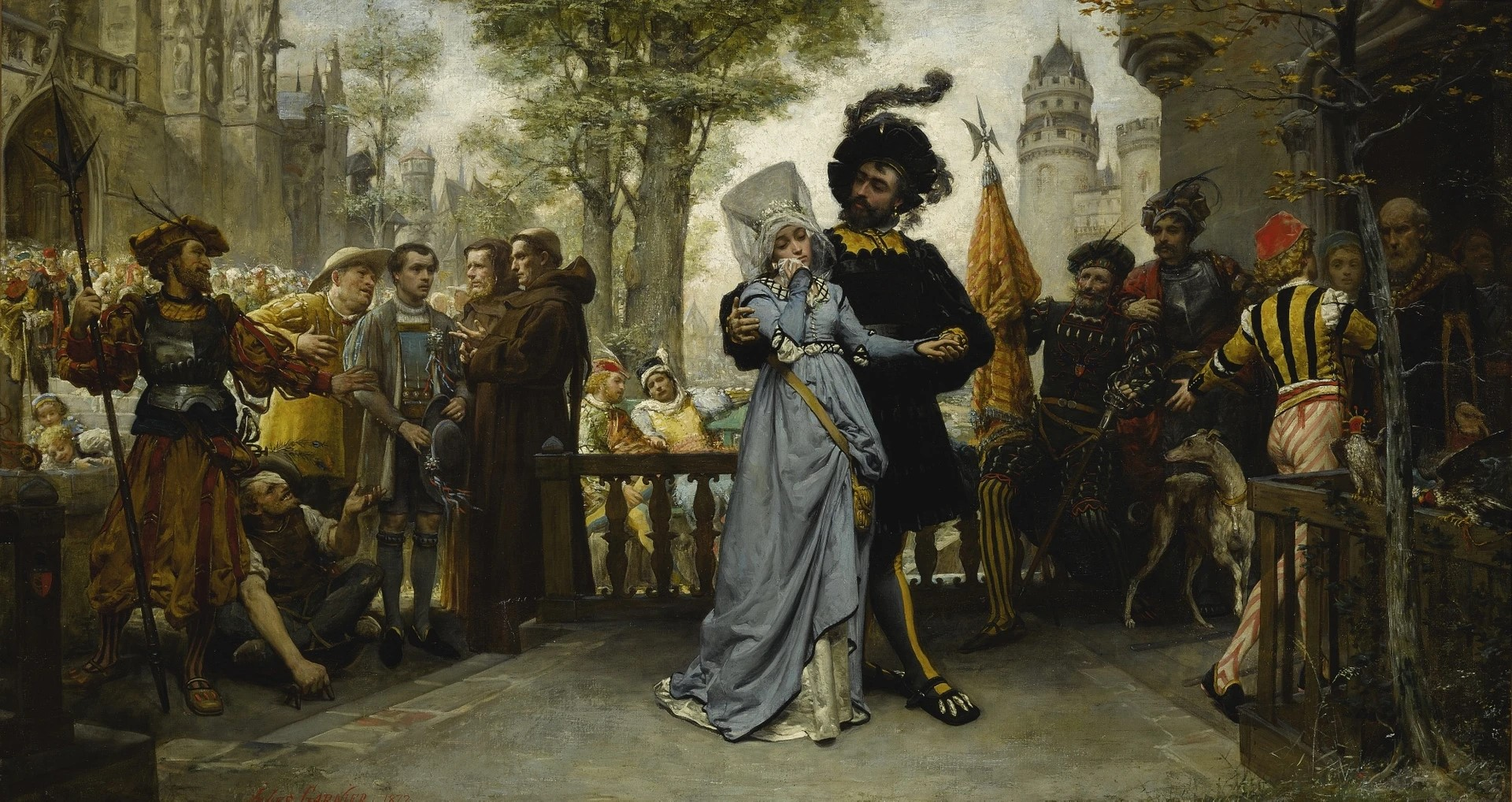
Jules-Arsène Garnier, Le Droit du seigneur, 1872.

Er is weinig bewijs dat het jus primae noctis ook daadwerkelijk als formeel recht heeft bestaan. Noch in kerkelijke noch in feodale wetboeken is er iets over het droit de cuissage terug te vinden. Hedendaagse historici classificeren Droit du seigneur over het algemeen dan ook als een mythe. Wellicht vindt de uitdrukking zijn oorsprong in een verkeerd begrepen droit de cullage of formariage (trouwgeld), een huwelijksbelasting die in het feodale Europa aan de leenheer moest worden betaald indien de horige, bij gebrek aan toelating, wilde trouwen met een horige buiten de heerlijkheid of met een persoon van vrije stand.
Wanneer men nagaat wie de vermeende praktijk uitgebreid onder de aandacht heeft gebracht (Voltaire in zijn Essai sur les mœurs, Beaumarchais in zijn Mariage de Figaro en de antiklerikaal Jules Michelet in La Sorcière) kan men veronderstellen dat het gaat om een bewuste vervalsing met de ideologische bedoeling het ancien régime als barbaars voor te stellen ten voordele van het tijdperk der Verlichting of, in het geval van Michelet, het Frankrijk van na de Franse Revolutie.

## Verwante praktijken
Dat het 'droit du seigneur' waarschijnlijk geen positiefrechtelijk privilege was dat gelegitimeerd werd in wetboeken of eeuwenoud gewoonterecht en evenmin terug te vinden is in archieven betekent niet dat er in realiteit geen tradities, gebruiken of rituelen bestonden of bestaan die nauw bij het vermeende recht op de eerste nacht aanleunen en in feite vormen zijn van verkrachting of seksueel misbruik die deels gemotiveerd zijn in misbruik van leeftijds- of machtsverschil in politieke, religieuze of sociale gezagsverhoudingen.     
De Belgische schrijver David Van Reybrouck noteert in zijn boek Congo; een geschiedenis (2010) dat de Congolese oud-president Mobutu in de jaren tachtig van de twintigste eeuw, in zijn rol van 'traditionele chef', nog gretig gebruik maakte van zijn jus primae noctis: "Als hij op rondreis was door het land boden de plaatselijke chefs hem altijd een maagd aan. Het was een grote eer voor de familie als het meisje ontmaagd werd door de hoogste chef". Van Reybrouck wijst erop dat het een oud Congolees gebruik betreft.
In het het Zuid-Afrikaanse Swaziland kiest de polygame,  autocratische koning Mswati III elk jaar tijdens Umhlanga, het traditionele 'rietdansfestival', na de kuisheidsceremonie een nieuwe maagdelijke bruid uit een menigte van tienduizenden 'respectabele' halfnaakte jonge meisjes. De geselecteerde verloofde, de 'liphovela' of concubine, wordt pas zijn echtgenote en koningin indien zij van hem zwanger wordt en bewezen heeft dat ze voor erfgenamen kan zorgen.  

In zijn novelle Klinkaart (1954) beschrijft de naturalistische schrijver Piet Van Aken hoe een nauwelijks twaalfjarig arbeidstertje op haar eerste werkdag wordt verkracht door de patroon van een steenbakkerij in de Vlaamse Rupelstreek eind 19e eeuw. De auteur evoceert haar ontmaagding, eufemistisch omschreven als "haar inschrijving op kantoor", als een droit du seigneur of inwijdingsritueel in de harde, volwassen wereld van de arbeidersklasse en dat in feite een stilzwijgende, fatalistisch aanvaarde, gangbare vorm van seksueel kindermisbruik door de werkgever vanuit zijn (kapitalistische) machtspositie. Sommige literatuurcritici zoals Julien Weverbergh en Urbain Van de Voorde betwisten de geloofwaardigheid en het systematisch karakter van deze wanpraktijken die volgens hen slechts bij uitzondering voorkwamen.

## Trivia
- Mozarts opera Le nozze di Figaro uit 1786 speelt rond dit thema.
- In 1783 schreef de Duits-Franse componist Jean Paul Egide Martini zijn opera Le droit du seigneur, mede gebaseerd op dit thema.
- In de film Braveheart uit 1995 geeft Edward Longshanks het recht van primae noctis aan zijn edelen die vechten tegen de Schotten.
- In de film 'Avengers: Age of Ultron' uit 2015 Tony Stark zegt 'I will be reinstituting prima nocta' wanneer hij Thors hamer probeert op te tillen.